# Phoenicoprocta carminata
Phoenicoprocta carminata là một loài bướm đêm thuộc phân họ Arctiinae, họ Erebidae.